# Golf von Santa Manza
Koordinaten: 41° 26′ 0″ N, 9° 15′ 0″ O
Der Golf von Santa Manza (französisch Golfe de Santa Manza, korsisch Golfu di Sant'Amanza) ist die tiefste Meeresbucht südlich des Golfes von Porto-Vecchio und eine der wenigen Buchten der Ostküste Korsikas. Der Golf öffnet sich nach Nordosten und hat eine Länge von fünf Kilometern ohne eigentliche Hafenbauten. Seine tiefste Stelle hat er bei der Mündung des Flüsschens Canali.